# Daniela Arbex
Daniela Arbex (Juiz de Fora, 19 de abril de 1973) é uma jornalista e documentarista brasileira dedicada à defesa dos direitos humanos.

## Biografia
Formada em Comunicação Social pela Universidade Federal de Juiz de Fora em 1995, sendo filha de um imigrante sírio, Daniela iniciou a carreira no jornal Tribuna de Minas, do qual foi repórter especial por mais de duas décadas. Mesmo trabalhando distante dos grandes centros, conseguiu reconhecimento para o seu trabalho de repórter investigativa. É autora do best-seller Holocausto Brasileiro, eleito Melhor Livro-Reportagem do Ano pela Associação Paulista de Críticos de Arte (2013) e segundo melhor Livro-Reportagem no Prêmio Jabuti (2014). Com mais de 300 mil exemplares vendidos no Brasil e em Portugal, a obra ganhou as telas da TV, em 2016, no documentário produzido com exclusividade para a HBO, com exibição em mais de 40 países.
Em 2015, Daniela publicou Cova 312 que lhe rendeu o prêmio Jabuti na categoria livro-reportagem. Em 2018, lançou Todo Dia a Mesma Noite, que narra a história não contada da Boate Kiss. Em 2020, lançou sua primeira biografia, Os Dois Mundos de Isabel, sobre a médium mineira Isabel Salomão de Campos. Em 2022 foi a vez de Arrastados: os bastidores do rompimento da barragem de Brumadinho, vencedor do prêmio Vladimir Herzog de Anistia e Direitos Humanos 2023.
Em 2024, a escritora publicou Longe do Ninho, livro que retrata o incêndio no CT do Flamengo.
No dia 25 de janeiro de 2023, a série Todo Dia a Mesma Noite, produção baseada no livro de Arbex, foi ao ar pelo serviço de streaming da Netflix e revisita a tragédia da Boate Kiss. Em 2024, o documentário Holocausto Brasileiro entrou para o catálogo da Netflix.

## Obras
- 2013 - Holocausto Brasileiro[9]
- 2015 - Cova 312[10]
- 2018 - Todo Dia a Mesma Noite[11]
- 2020 - Os Dois Mundos de Isabel[12]
- 2022 - Arrastados[13]
- 2024 - Longe do Ninho[14]

Todos os livros possuem edições em 2024 pela Intrínseca.

## Prêmios e menções
- Vencedora do Prêmio Esso – Categoria Especial Interior em 2000,[15] 2002[16] e Jornalismo em 2012;[17]
- Menção honrosa no Prêmio Lorenzo Natali Prize, na Bélgica, em 2003;[18]
- Menção honrosa no Prêmio Vladimir Herzog de Anistia e Direitos Humanos em 2002, por Cova 312,[19] e em 2009 por Radiografia da Educação Mineira;[20]
- Vencedora do Prêmio IPYS de Melhor Investigação da América Latina e Caribe em 2009;[21]
- Vencedora do Knight International Journalism Award, em Washington, em 2010;[22]
- Menção Honrosa no Prêmio IPYS de Melhor Investigação Jornalística da América Latina e Caribe em 2012 com Holocausto brasileiro;[23]
- Vencedora do Prêmio da Associação Paulista dos Críticos de Arte (APCA) em 2014 por Holocausto brasileiro;[24]
- Vencedora do VI Prêmio Carrano de Luta Antimanicomial e Direitos Humanos em 2014;[25]
- Segundo lugar no Prêmio Jabuti- Categoria Livro Reportagem em 2014 por Holocausto brasileiro;[26]
- Vencedora do Prêmio Jabuti - Categoria Livro Reportagem em 2016 por Cova;[27]
- Eleita Melhor Repórter Investigativa pelo Troféu Mulher Imprensa 2020;[28]
- Vencedora do Prêmio Vladimir Herzog de Anistia e Direitos Humanos em 2023 com o livro Arrastados;[29]